# Ibeju-Lekki
Ibeju-Lekki es una de las 20 áreas de gobierno local del Estado de Lagos, Nigeria.